# Tour de France 1997

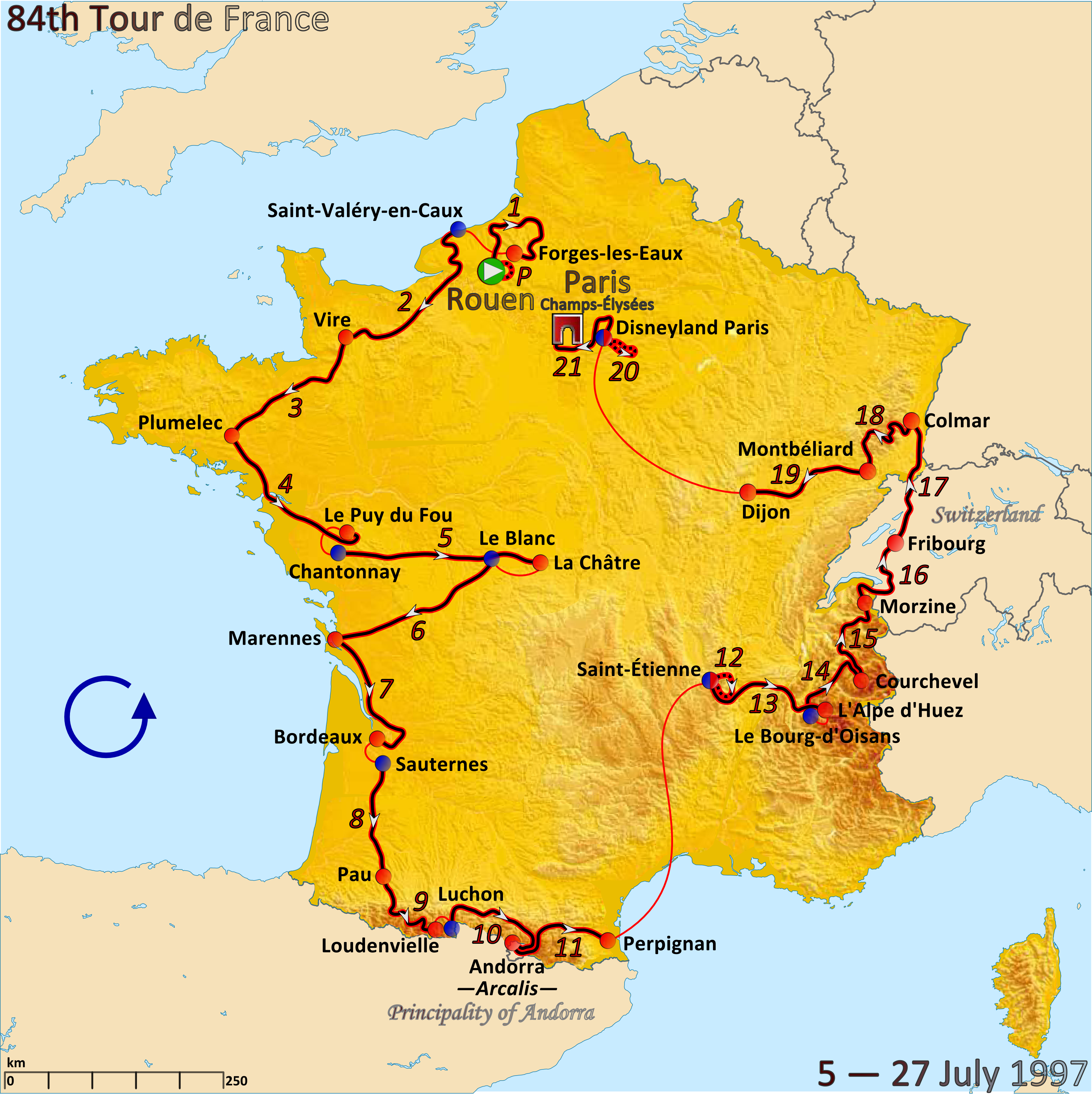
Överblick på etapperna under 1997 års Tour de France.

Tour de France 1997 cyklades 5–27 juli 1997 och vanns av Jan Ullrich, Tyskland. Han blev förste tysk och en av de yngsta någonsin att vinna Tour de France.

## Etapper
| Etapp    | Datum   | Start - Mål                        | Längd (km) | Etappsegrare      | Sammanlagt      |
| Prolog   | 5 juli  | Rouen                              | 7 (ITT)    | Chris Boardman    | Chris Boardman  |
| Etapp 1  | 6 juli  | Rouen - Forges-les-Eaux            | 192        | Mario Cipollini   | Mario Cipollini |
| Etapp 2  | 7 juli  | Saint-Valery-en-Caux - Vire        | 262        | Mario Cipollini   | Mario Cipollini |
| Etapp 3  | 8 juli  | Vire - Plumelec                    | 224        | Erik Zabel        | Mario Cipollini |
| Etapp 4  | 9 juli  | Plumelec - Le Puy du Fou           | 223        | Nicola Minali     | Mario Cipollini |
| Etapp 5  | 10 juli | Chantonnay - La Châtre             | 262        | Cédric Vasseur    | Cédric Vasseur  |
| Etapp 6  | 11 juli | Le Blanc - Marennes                | 216        | Jeroen Blijlevens | Cédric Vasseur  |
| Etapp 7  | 12 juli | Marennes - Bordeaux                | 194        | Erik Zabel        | Cédric Vasseur  |
| Etapp 8  | 13 juli | Sauternes - Pau                    | 162        | Erik Zabel        | Cédric Vasseur  |
| Etapp 9  | 14 juli | Pau - Loudenvielle                 | 182        | Laurent Brochard  | Cédric Vasseur  |
| Etapp 10 | 15 juli | Luchon - Andorra-Arcalis (AND)     | 253        | Jan Ullrich       | Jan Ullrich     |
| Etapp 11 | 16 juli | Andorra la Vella (AND) - Perpignan | 192        | Laurent Desbiens  | Jan Ullrich     |
| Etapp 12 | 18 juli | Saint-Étienne - Saint-Étienne      | 55 (ITT)   | Jan Ullrich       | Jan Ullrich     |
| Etapp 13 | 19 juli | Saint-Étienne - L'Alpe d'Huez      | 204        | Marco Pantani     | Jan Ullrich     |
| Etapp 14 | 20 juli | Bourg d'Oisans - Courchevel        | 148        | Richard Virenque  | Jan Ullrich     |
| Etapp 15 | 21 juli | Courchevel - Morzine               | 209        | Marco Pantani     | Jan Ullrich     |
| Etapp 16 | 22 juli | Morzine - Fribourg (SCH)           | 181        | Christophe Mengin | Jan Ullrich     |
| Etapp 17 | 23 juli | Fribourg - Colmar                  | 219        | Neil Stephens     | Jan Ullrich     |
| Etapp 18 | 24 juli | Colmar - Montbéliard               | 176        | Didier Rous       | Jan Ullrich     |
| Etapp 19 | 25 juli | Montbéliard - Dijon                | 172        | Mario Traversoni  | Jan Ullrich     |
| Etapp 20 | 26 juli | Euro Disneyland - Euro Disneyland  | 62 (ITT)   | Abraham Olano     | Jan Ullrich     |
| Etapp 21 | 27 juli | Euro Disneyland - Paris            | 150        | Nicola Minali     | Jan Ullrich     |

## Slutställning[3]
| Plats | Person               | Land      | Lag                          | Tid       |
| 1     | Jan Ullrich          | Tyskland  | Deutsche Telekom             | 100.30.45 |
| 2     | Richard Virenque     | Frankrike | Festina                      | 9.09      |
| 3     | Marco Pantani        | Italien   | Mercatone Uno                | 14.03     |
| 4     | Abraham Olano        | Spanien   | Banesto                      | 15.55     |
| 5     | Fernando Escartín    | Spanien   | Kelme-Costa Blanca-Eurosport | 20.32     |
| 6     | Francesco Casagrande | Italien   | Saeco                        | 22.47     |
| 7     | Bjarne Riis          | Danmark   | Deutsche Telekom             | 26.34     |
| 8     | José María Jiménez   | Spanien   | Banesto                      | 31.17     |
| 9     | Laurent Dufaux       | Schweiz   | Festina                      | 31.55     |
| 10    | Roberto Conti        | Italien   | Mercatone Uno                | 32.26     |